# Поремба-Жеготи
Поремба-Жеготи (пол. Poręba Żegoty) — село в Польщі, у гміні Альверня Хшановського повіту Малопольського воєводства.
Населення — 1173 особи (2011).
У 1975-1998 роках село належало до Краківського воєводства.

## Демографія
Демографічна структура станом на 31 березня 2011 року:
|          | Загалом | Допрацездатний вік | Працездатний вік | Постпрацездатний вік |
| -------- | ------- | ------------------ | ---------------- | -------------------- |
| Чоловіки | 555     | 109                | 384              | 62                   |
| Жінки    | 618     | 115                | 359              | 144                  |
| Разом    | 1173    | 224                | 743              | 206                  |